# Ангел Ахрянов
Ангел Любенов Ахрянов (Джото) е български архитект и сценограф, роден през 1927 г. в София.
Завършва архитектура в Белград (1949) и в Софийската политехника (1951).
Работи като технически ръководител в строителството (1952), инвеститорски контрол (1952 – 1954), проектант в Заводпроект (1956 – 1961); преподавател по сградостроителство. Работи като архитект до 1964 г., след което се отдава на сценографията.
Сценограф е в Хасково (1964 – 1965), в Младежкия театър (1965 – 1967), в Театъра на поезията и естрадата в София (1967 – 1969), в НДТ „Сълза и смях“ – 1961 – 90 г. Гост-художник в повечето столични и провинциални сцени, художник-постановчик в игралното кино, СИФ „Бояна“ през периода 1968 – 1990 г. (Мъжки времена).
Член е на четири творчески съюза – на художниците, на архитектите, на филмовите дейци, на журналистите. Той е от първите членове на Клуба за подкрепа на гласността и преустройството и член на управителния съвет на Клуба. В неговия дом се провеждат заседания на организационния комитет на първите митинги. След възстановяване на БСДП е член на ръководството на партията. Ръководи групата на ораторите в предизборната кампания на СДС.
Напуска БСДП, тъй като не приема налаганата политика от ръководството. Обвинява Петър Дертлиев в сътрудничество с Държавна сигурност, съглашателство с БСП и умишлено проваляне на БСДП. От 1995 г. работи в Столична община като заместник-кмет по културата и образованието в екипа на Стефан Софиянски. Член е на ДСБ.
Депутат е в Седмото велико народно събрание от ПГ на СДС през периода 1990 – 91 г.
Публикува редица статии във вестниците „Народна култура“, „Демокрация“ и „Свободен народ“, както и в списание „Театър.“ През 1991 г. е изпълнителен директор на в. „Свободен народ“.

## Книги
- За театъра, киното и още нещо преди и след Рубикона, изд. ДиМакс, 2000